# 26 de junho
26 de junho é o 177.º dia do ano no calendário gregoriano (178.º em anos bissextos). Faltam 188 dias para acabar o ano.

## Eventos históricos

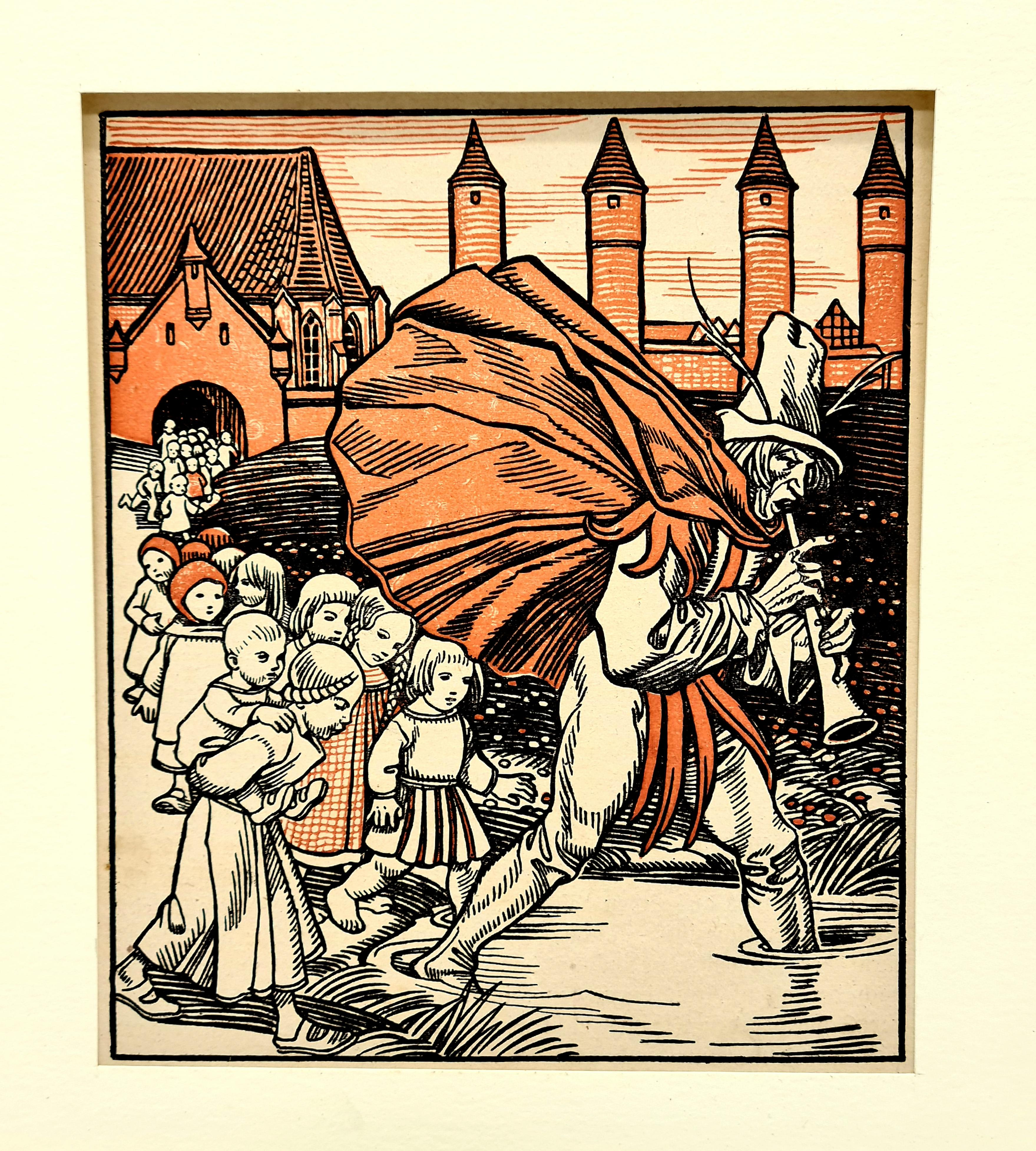
1284: O Flautista de Hamelin

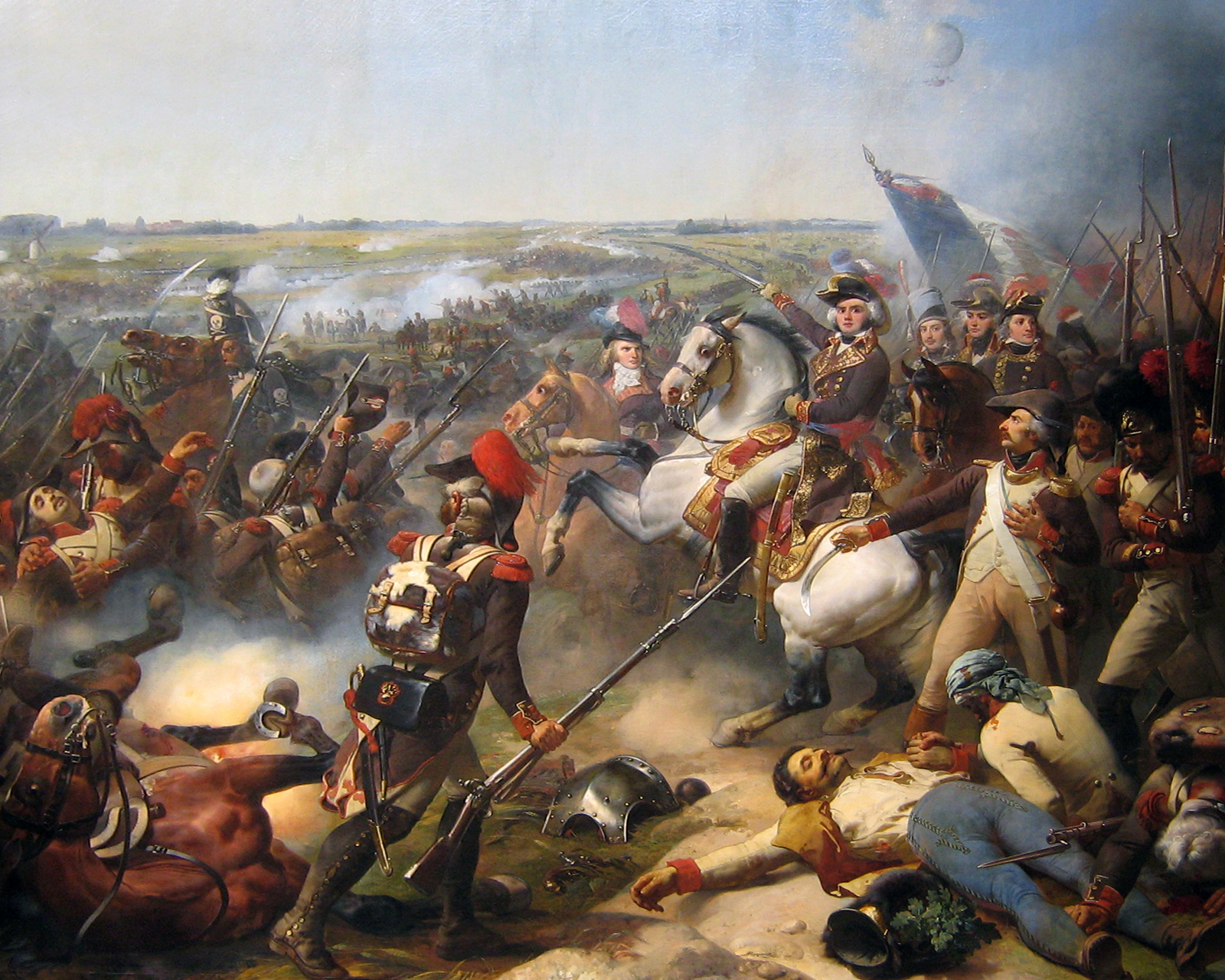
1794: Batalha de Fleurus

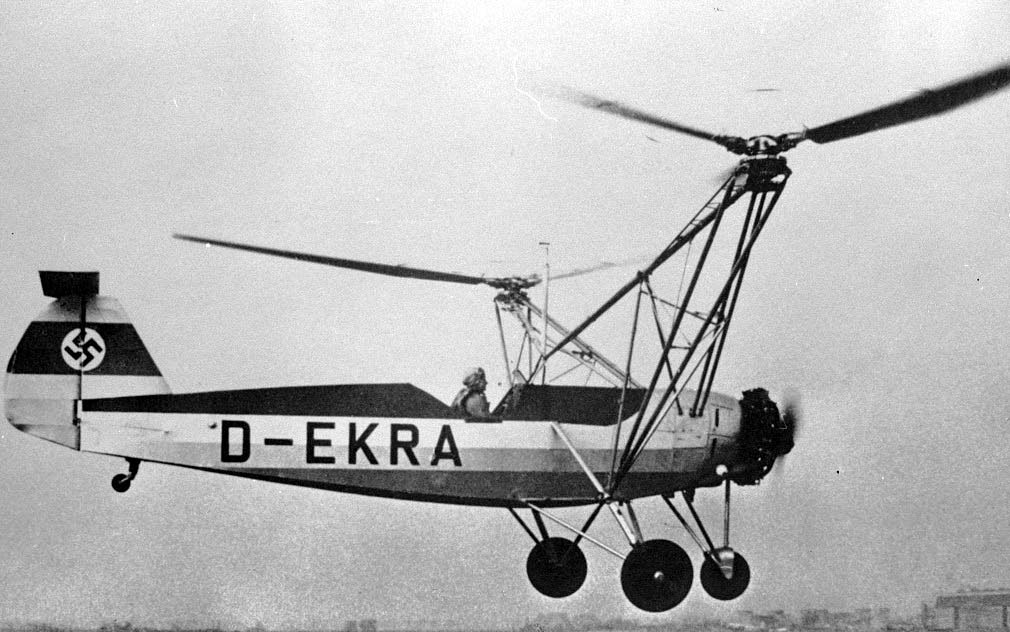
1936: Voo inaugural do Focke-Wulf Fw 61

- 0004 — Augusto adota Tibério.
- 0221 — O imperador romano Heliogábalo adota seu primo Alexandre Severo como herdeiro e recebe o título de César.
- 0363 — O Imperador Romano Juliano é morto durante uma retirada, com seu exército, do Império Sassânida. O General Joviano é proclamado Imperador pelas tropas no campo de batalha.
- 0684 — É eleito o Papa Bento II.
- 1243 — Os mongóis derrotam os turcos seljúcidas na Batalha de Köse Dağ.
- 1282 — Casamento, em Trancoso de D. Dinis, Rei de Portugal e Isabel de Aragão.
- 1284 — Um flautista desaparece com cento e trinta crianças originárias da vila de Hamelin, na Baixa Saxônia.
- 1409 — Grande Cisma do Ocidente: a Igreja Católica é levada a um duplo cisma quando Pietro Filargi da Candia é coroado Papa Alexandre V após o Concílio de Pisa, juntando-se ao Papa Gregório XII em Roma e ao Papa Bento XII em Avinhão.
- 1483 — Ricardo III torna-se rei da Inglaterra.
- 1522 — Otomanos começam o segundo Cerco de Rodes.
- 1541 — Francisco Pizarro é assassinado em Lima pelo filho de seu ex-companheiro e depois antagonista Diego Almagro. Diego, depois, é capturado e executado.
- 1718 — Tsarevich Alexei Petrovich, filho de Pedro, O Grande, morre misteriosamente depois de ser sentenciado à morte por seu pai por conspirar contra o mesmo.
- 1723 — Depois de um longo ataque militar, Baku se rende à Rússia.
- 1794 — Guerras revolucionárias francesas: a Batalha de Fleurus marcou o primeiro uso militar bem-sucedido de aeronaves.
- 1843 — Entra em vigor o Tratado de Nanquim, a Ilha de Hong Kong é cedida aos britânicos "perpetuamente".
- 1862 — Império do Brasil: O Sistema Métrico Francês é adotado no país.[1]
- 1886 — Henri Moissan isola o elemento flúor pela primeira vez.
- 1917 — Primeira Guerra Mundial: as Forças Expedicionárias Americanas começam a chegar na França. Entrarão em combate pela primeira vez quatro meses depois.
- 1918 — Primeira Guerra Mundial: as forças aliadas sob o comando de John J. Pershing e James Harbord derrotam as forças imperiais alemãs sob o comando de Guilherme, Príncipe Herdeiro da Alemanha na Batalha de Belleau Wood.
- 1920 — É nomeado em Portugal o 25.º governo republicano, chefiado pelo presidente do Ministério António Maria da Silva.
- 1924 — A ocupação norte-americana da República Dominicana termina após oito anos.
- 1936 — Voo inaugural do Focke-Wulf Fw 61, o primeiro helicóptero completamente controlável.
- 1940 — Segunda Guerra Mundial: sob o Pacto Molotov-Ribbentrop, a União Soviética apresenta um ultimato à Romênia exigindo que ceda a Bessarábia e a parte norte da Bucovina.
- 1941 — Segunda Guerra Mundial: aviões soviéticos bombardeiam Kassa, Hungria (atual Košice, Eslováquia), dando à Hungria o ímpeto para declarar guerra no dia seguinte.[2]
- 1942 — O primeiro voo do Grumman F6F Hellcat.
- 1944
  - Segunda Guerra Mundial: San Marino, um estado neutro, é bombardeado por engano pela RAF com base em informações incorretas, levando à morte de 35 civis.
  - Segunda Guerra Mundial: a Batalha de Osuchy em Osuchy, Polônia, uma das maiores batalhas entre a Alemanha nazista e as forças de resistência polonesas, termina com a derrota destas últimas.
- 1945 — Assinada a Carta das Nações Unidas por 50 nações aliadas em São Francisco, Califórnia.
- 1948
  - Guerra Fria: são feitos os primeiros voos de abastecimento em resposta ao Bloqueio de Berlim.
  - William Shockley arquiva a patente original para o transistor de junção crescida, o primeiro transistor de junção bipolar.
- 1953 — Lavrentiy Beria, chefe do Ministério de Assuntos Internos da URSS, é preso por Nikita Khrushchev e outros membros do Politburo.
- 1960
  - O antigo Protetorado britânico da Somalilândia Britânica ganha sua independência como Somalilândia.
  - Madagascar ganha sua independência da França.
- 1963 — Guerra Fria: o presidente dos Estados Unidos, John F. Kennedy, faz seu discurso "Ich bin ein Berliner", destacando o apoio dos Estados Unidos à democrática Alemanha Ocidental logo após a Alemanha Oriental, apoiada pelos soviéticos, erigir o Muro de Berlim.
- 1967 — Karol Wojtyła (mais tarde João Paulo II) feito cardeal pelo Papa Paulo VI.
- 1968 — Ocorre a Passeata dos Cem Mil uma manifestação popular de protesto contra a ditadura Militar no Brasil.
- 1976 — A Torre CN, a maior estrutura autossustentada do mundo, é inaugurada.
- 1978 — O voo 189 da Air Canada, voando para Toronto, ultrapassa a pista e cai na ravina de Etobicoke Creek. Dois dos 107 passageiros a bordo morrem.
- 1988 — A primeira queda de um Airbus A320 ocorre quando o voo 296Q da Air France cai no aeródromo Mulhouse–Habsheim em Habsheim, França, durante um show aéreo, matando três das 136 pessoas a bordo.
- 1991 — Guerra Civil Iugoslava: o Exército Popular Iugoslavo inicia a Guerra dos Dez Dias na Eslovênia.
- 1995 — Hamad bin Khalifa Al Thani depõe seu pai Khalifa bin Hamad Al Thani, o Emir do Catar, em um golpe de Estado sem derramamento de sangue.
- 2000 — Papa João Paulo II revela o terceiro segredo de Fátima.
- 2006 — Mari Alkatiri, o primeiro Primeiro-Ministro de Timor-Leste, demite-se após semanas de agitação política.
- 2007 — O Papa Bento XVI restabelece as leis tradicionais da eleição papal em que um candidato bem-sucedido deve receber dois terços dos votos.
- 2015 — Cinco diferentes ataques terroristas na França, Tunísia, Somália, Kuwait e Síria ocorreram no que foi apelidado de Sexta-Feira Sangrenta pela mídia internacional. Mais de 750 pessoas foram mortas ou feridas nesses ataques descoordenados.
- 2018 — Wikipédia em português alcança seu milionésimo artigo, "Perdão de Richard Nixon".
- 2019 — Pisoteamento em um concerto em Antananarivo, Madagáscar, mata 16 pessoas e fere outras 100 na comemoração do dia da Independência do país.
- 2024 — Fracassa tentativa de golpe de Estado contra o presidente da Bolívia, Luis Arce, e seu líder, general Juan José Zúñiga, é preso.

## Nascimentos

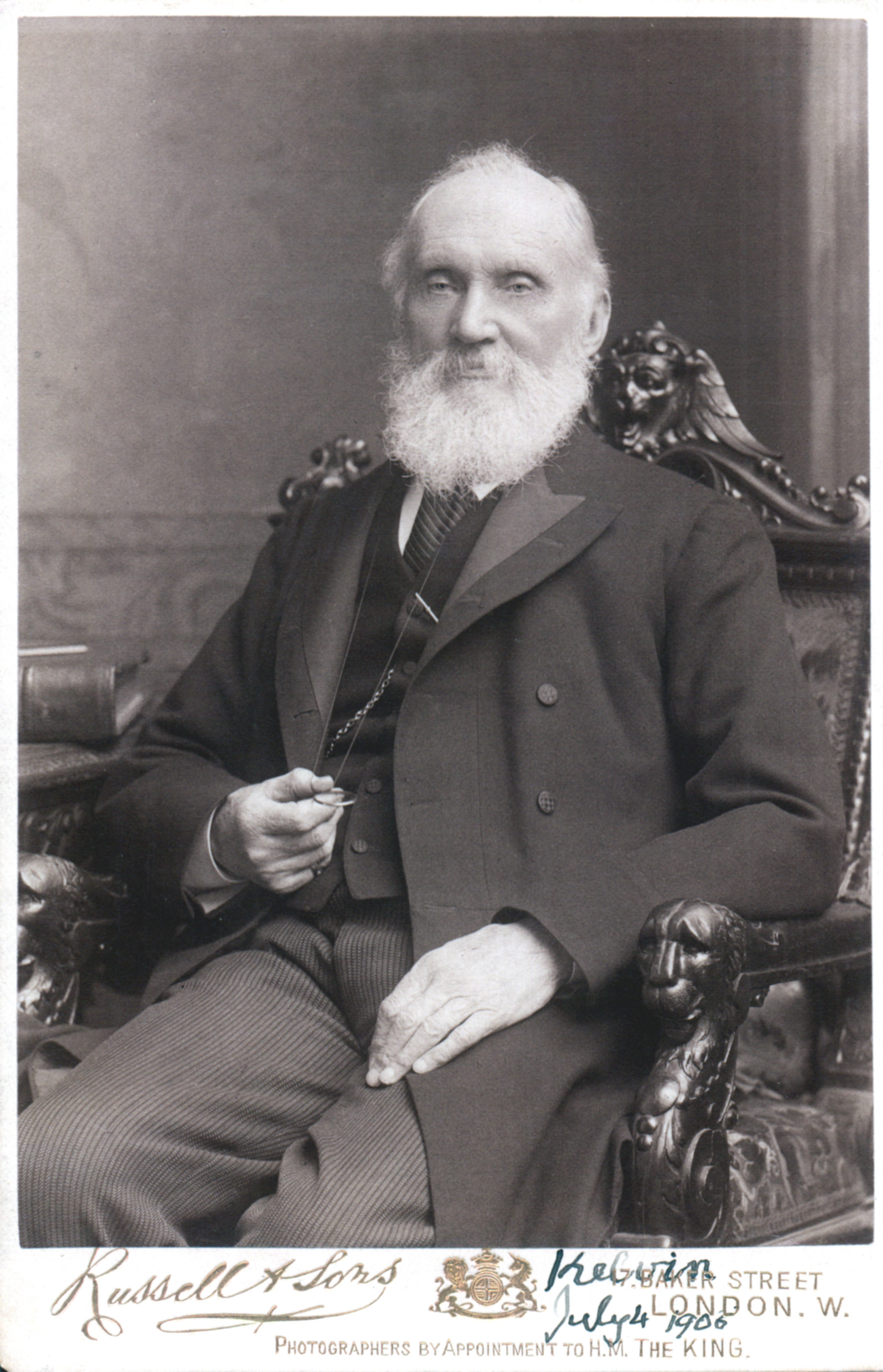
William Thomson

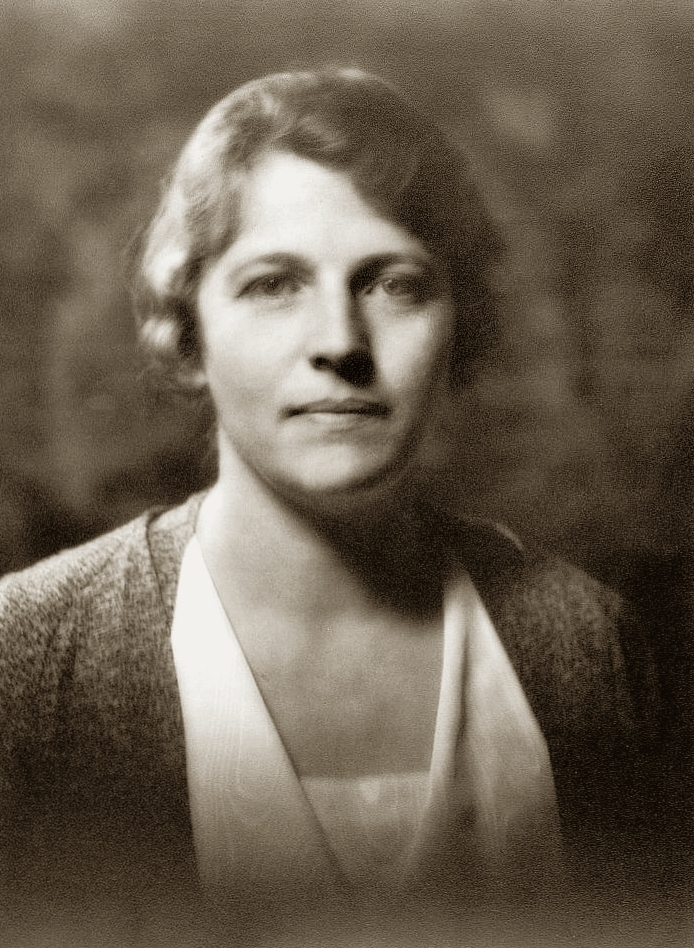
Pearl S. Buck

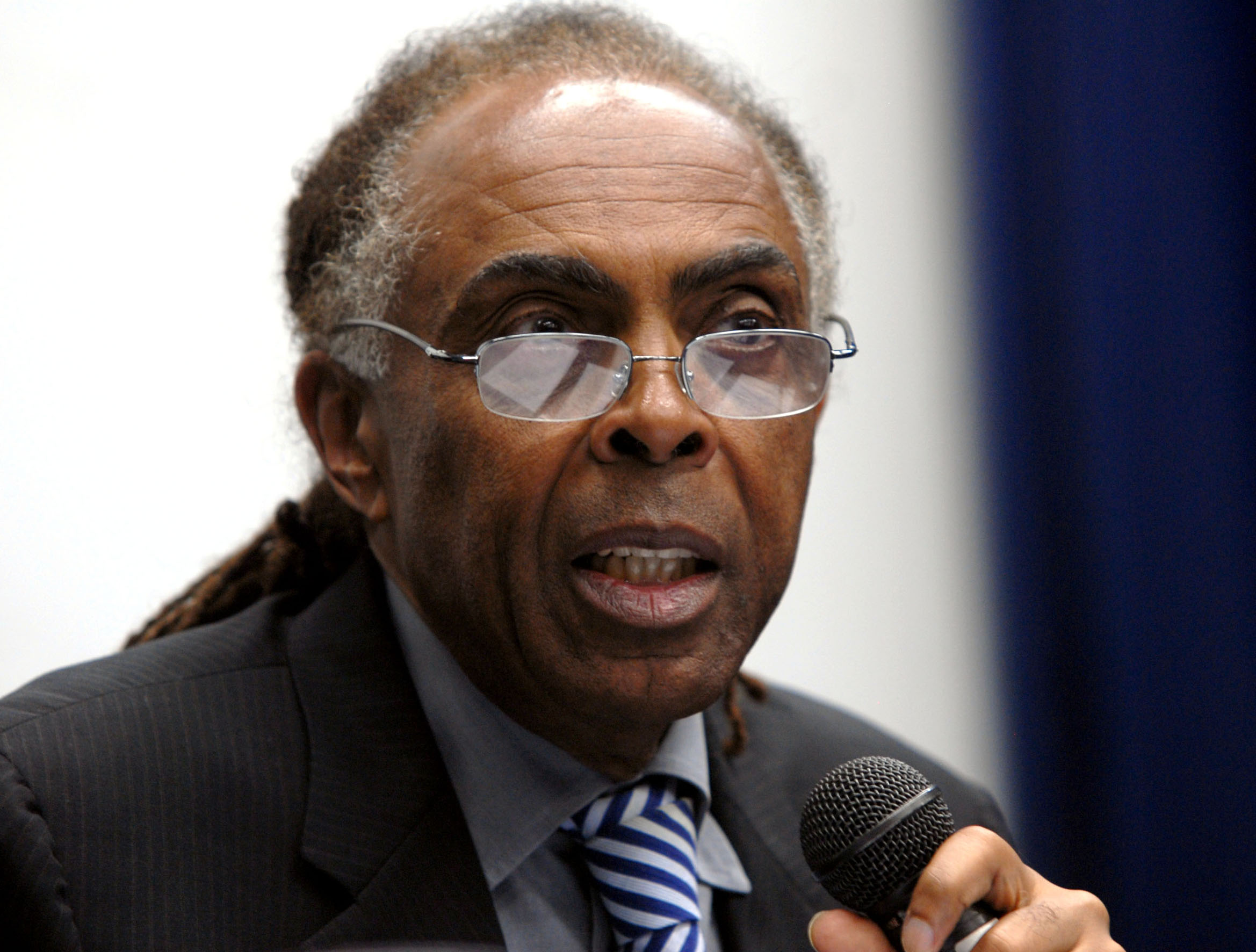
Gilberto Gil

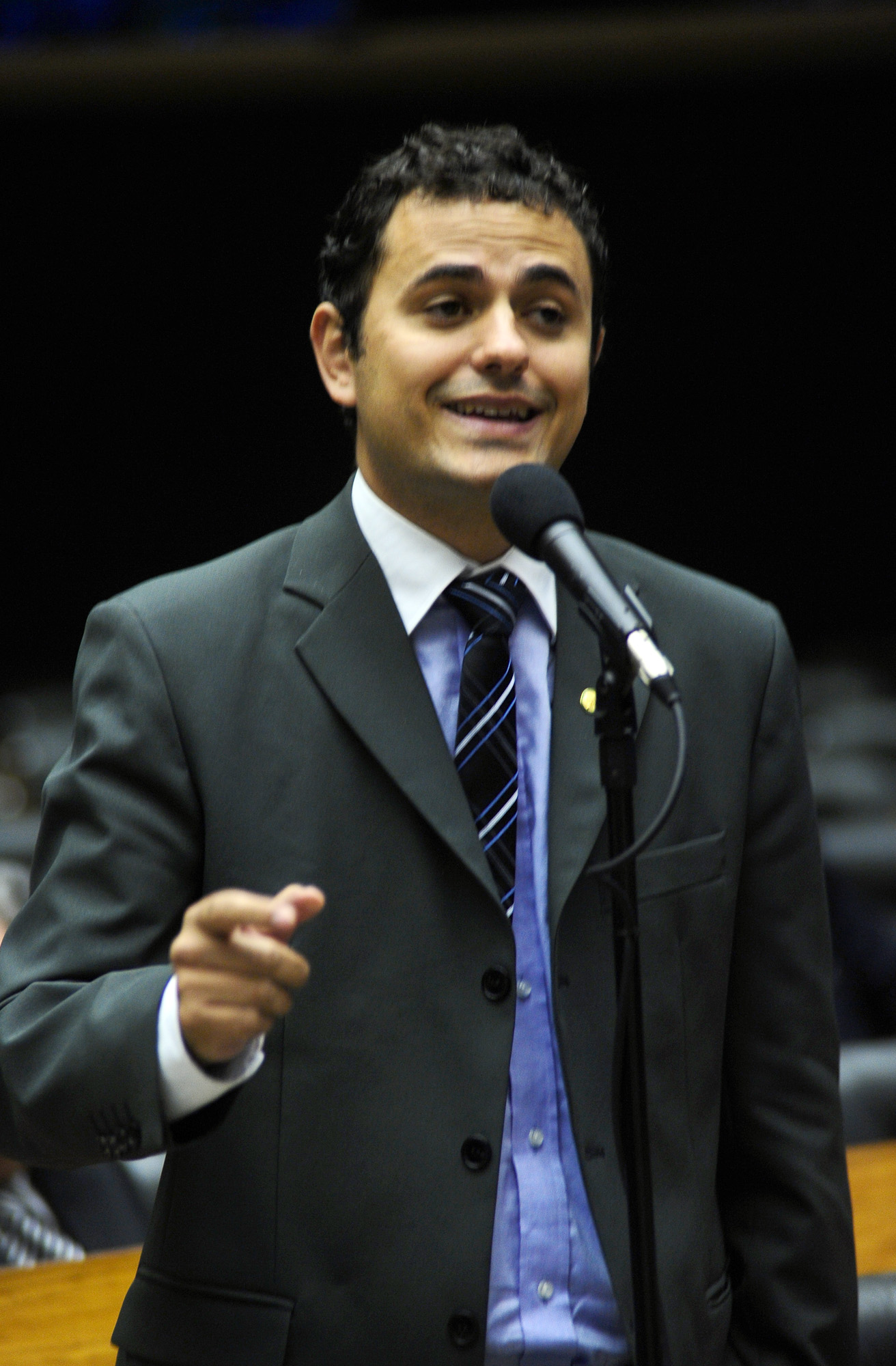
Glauber Braga

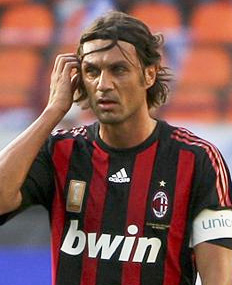
Paolo Maldini

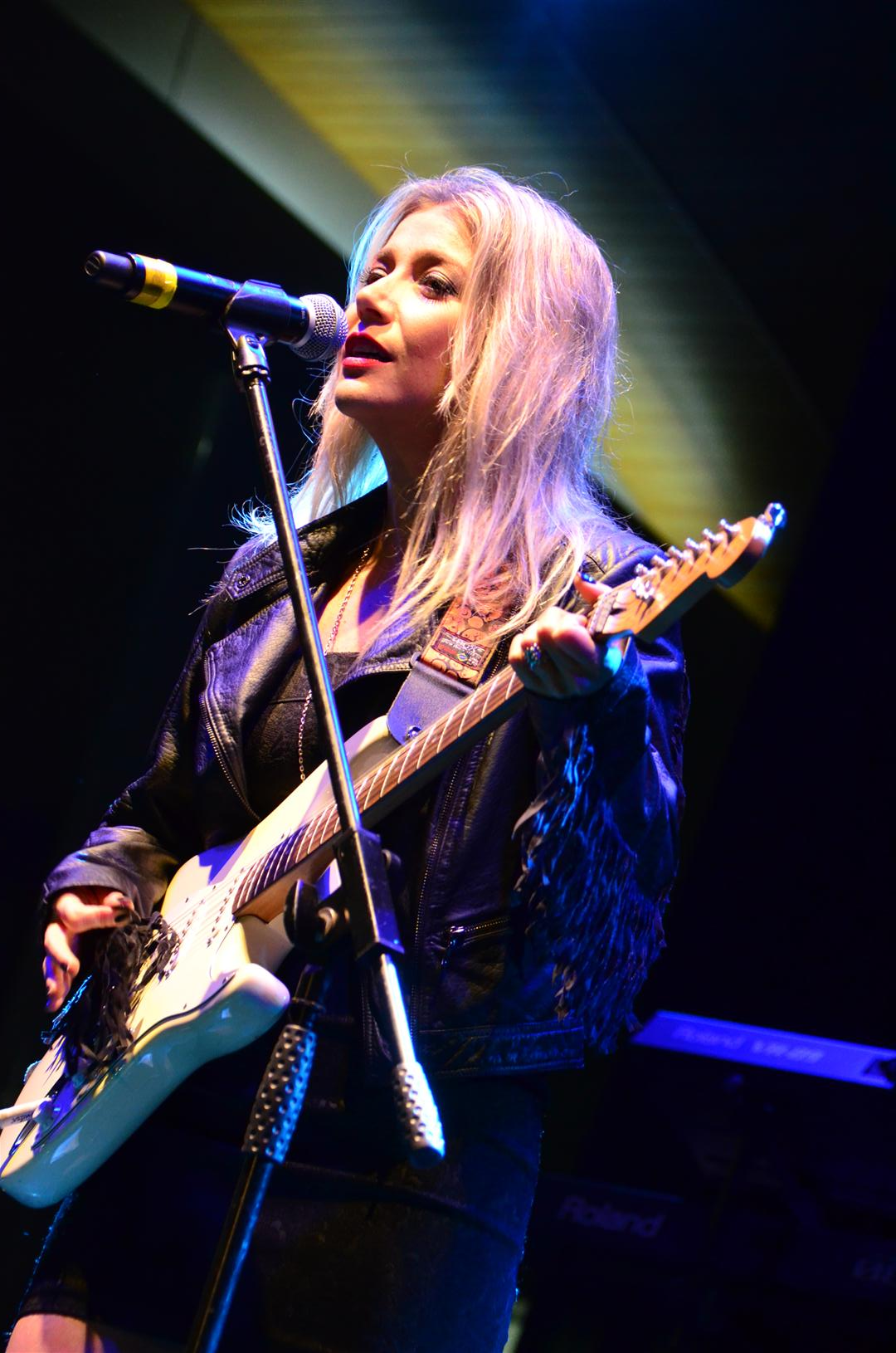
Luiza Possi

### Anteriores ao século XIX
- 012 a.C. — Agripa Póstumo (m. 14).
- 1399 — João, Conde de Angolema (m. 1467).
- 1580 — Pedro Claver, santo missionário jesuíta espanhol (m. 1654).
- 1730 — Charles Messier, astrônomo francês (m. 1817).
- 1561 — Edmunda de Brandemburgo, nobre alemã (m.  1623).
- 1575 — Ana Catarina de Brandemburgo, rainha da Dinamarca e Noruega (m. 1612).
- 1681 — Edviges Sofia da Suécia, princesa sueca (m. 1708).
- 1699 — Marie-Thérèse Rodet Geoffrin, salonnière francesa (m. 1777).

### Século XIX
- 1819 — Abner Doubleday, general estadunidense (m. 1893).
- 1821
  - Bartolomé Mitre, político e historiador argentino (m. 1906).
  - Adolf Jellinek, rabino e erudito austríaco (m. 1893).
- 1824 — William Thomson (Lord Kelvin), físico e engenheiro irlandês (m. 1907).
- 1825 — Francisco Otaviano, jornalista, diplomata, político e poeta brasileiro (m. 1889).
- 1826 — Adolf Bastian, etnólogo alemão (m. 1905).
- 1892 — Pearl S. Buck, escritora estadunidense (m. 1973).
- 1899 — Maria Nikolaevna Romanova, Grã-Duquesa da Rússia (m. 1918).

### Século XX

#### 1901–1950
- 1902 — Hugues Cuénod, tenor suíço (m. 2010).
- 1904
  - Peter Lorre, ator húngaro-estadunidense (m. 1964).
  - Virginia Brown Faire, atriz estadunidense (m. 1980).
- 1906 — Juan Carlos Calvo, futebolista uruguaio (m. 1977).
- 1908 — Salvador Allende, médico, político e estadista chileno (m. 1973).
- 1909
  - Wolfgang Reitherman, diretor e animador teuto-estadunidense (m. 1985).
  - Tom Parker, empresário estadunidense (m. 1997).
- 1911 — Babe Didrikson, atleta estadunidense (m. 1956).
- 1912
  - Bernardo Sousa Dantas, automobilista brasileiro (m. 2005).
  - Héctor Socorro, futebolista cubano (m. 1980).
- 1913 — Aimé Césaire, poeta, ensaísta e político francês (m. 2008).
- 1914
  - Wolfgang Windgassen, tenor alemão (m. 1974).
  - Sofia da Grécia e Dinamarca (m. 2001).
  - Lyman Spitzer, astrônomo e físico estadunidense (m. 1997).
- 1915 — Paul Castellano, mafioso estadunidense (m. 1985).
- 1917 — Pavel Soloviev, engenheiro russo (m. 2001).
- 1920 — Josef Armberger, militar alemão (m. 1944).
- 1921 — Violette Szabo, espiã britânica (m. 1945).
- 1922 — Eleanor Parker, atriz e cantora estadunidense (m. 2013).
- 1924 — Juan Gómez, futebolista mexicano (m. 2009).
- 1925
  - Pavel Belyayev, astronauta russo (m. 1970).
  - Alexandre Gemignani, jogador de basquete brasileiro (m. 1998).
- 1926
  - Karel Kosík, filósofo tcheco (m. 2003).
  - Lúcia Lambertini, atriz e diretora brasileira (m. 1976).
- 1928 — Jacob Druckman, compositor estadunidense (m. 1996).
- 1929 — Milton Glaser, designer gráfico estadunidense (m. 2020).
- 1932 — Marguerite Pindling, política bahamense.
- 1934 — Dave Grusin, músico e compositor estadunidense.
- 1937
  - Robert Coleman Richardson, físico estadunidense (m. 2013).
  - Bogdan Dotchev, árbitro de futebol búlgaro (m. 2012).
- 1938
  - Margret Göbl, patinadora artística alemã (m. 2013).
  - Maria Velho da Costa, escritora portuguesa (m. 2020).
- 1939 — Osvaldo Hurtado, escritor e político equatoriano.
- 1941 — Marcos Roberto, cantor e compositor brasileiro (m. 2012).
- 1942 — Gilberto Gil, cantor, compositor e político brasileiro.
- 1943
  - Foppe de Haan, ex-futebolista e treinador de futebol neerlandês.
  - Eduardo Nascimento, cantor e músico português (m. 2019).
- 1944 — Wolfgang Weber, ex-futebolista alemão.
- 1946 — Anthony John Valentine Obinna, arcebispo nigeriano.
- 1947 — Zvi Galil, matemático e cientista da computação israelense.
- 1948 — José Barata-Moura, cantor, escritor e professor português.
- 1949
  - Margot Glockshuber, ex-patinadora artística alemã.
  - Ana Zanatti, atriz portuguesa.
- 1950 — Michael Paul Chan, ator norte-americano.

#### 1951–2000
- 1951
  - Andrzej Bek, ex-ciclista polonês.
  - Lance Loud, músico e colunista de revista norte-americano (m. 2001).
  - Maurits De Schrijver, ex-futebolista belga.
- 1952
  - Ko Yong-hui, primeira-dama norte-coreana (m. 2004).
  - William Pailes, astronauta norte-americano.
  - Anja Bittencourt, atriz brasileira (m. 2024).
- 1954
  - Luis Miguel Arconada, ex-futebolista espanhol.
  - Marco Lucchinelli, ex-motociclista italiano.
  - Carlos Moreno, ator brasileiro.
  - Rodolfo Valenzuela Núñez, bispo católico guatemalteco.
- 1955
  - Philippe Streiff, automobilista francês (m. 2022).
  - Maxime Bossis, ex-futebolista francês.
- 1956 — Chris Isaak, cantor, compositor e ator estadunidense.
- 1957
  - Sonia Guimarães, física, pesquisadora e professora universitária brasileira.
  - Andrea Pininfarina, empresário e designer italiano (m. 2008).
  - Pietro Paolo Virdis, ex-futebolista italiano.
- 1958 — Paweł Edelman, diretor de fotografia polonês.
- 1961 — Greg LeMond, ex-ciclista norte-americano.
- 1962 — Jorge Windsor, Conde de St. Andrews.
- 1963 — Mikhail Khodorkovski, empresário russo.
- 1964
  - Tommi Mäkinen, ex-automobilista finlandês.
  - Sérgio Vaz, poeta brasileiro.
- 1966
  - Jürgen Reil, baterista alemão.
  - Tom Henning Øvrebø, ex-árbitro de futebol norueguês.
- 1967
  - Doctor Khumalo, ex-futebolista sul-africano.
  - Ranko Popović, ex-futebolista e treinador de futebol sérvio.
- 1968
  - Paolo Maldini, ex-futebolista italiano.
  - Fausto De Amicis, ex-futebolista australiano.
  - Jovenel Moïse, político haitiano (m. 2021).
  - Armand de Las Cuevas, ciclista francês (m. 2018).
- 1970
  - Sean Hayes, ator estadunidense.
  - Gerson Cardozo, cantor e bispo evangélico brasileiro.
  - Paul Thomas Anderson, cineasta, produtor e roteirista estadunidense.
  - Chris O'Donnell, ator estadunidense.
  - Matt Letscher, ator e dramaturgo estadunidense.
  - Jorge Goeters, automobilista mexicano.
  - Adam Ndlovu, futebolista zimbabuano (m. 2012).
  - Rodrigo Veronese, ator brasileiro.
  - Nick Offerman, ator estadunidense.
- 1971
  - Max Biaggi, ex-motociclista italiano.
  - Leonardo Gaciba, ex-árbitro de futebol brasileiro.
  - Leomar Leiria, ex-futebolista brasileiro.
- 1973
  - Alexandre Luiz Giordano, empresário e político brasileiro.
  - Gretchen Wilson, cantora estadunidense.
  - Samuel Benchetrit, ator e diretor francês.
- 1974
  - Cyril Nzama, ex-futebolista sul-africano.
  - Pablo Galdames, ex-futebolista chileno.
  - Trần Hiếu Ngân, ex-taekwondista vietnamita.
  - Antonio Tabet, humorista, publicitário e roteirista brasileiro.
  - Damien Nazon, ex-ciclista francês.
- 1976
  - Wilson Miranda Lima, jornalista e político brasileiro.
  - Alexandr Zakhartchenko, militar, político e líder separatista ucraniano (m. 2018).
- 1977 — Tite Kubo, mangaka japonês.
- 1978 — Danny Milosevic, ex-futebolista australiano.
- 1979 — Luka, cantora e compositora brasileira.
- 1980
  - Jason Schwartzman, ator e músico estadunidense.
  - Johnny Menyongar ex-futebolista liberiano.
- 1981
  - Agustín Orión, ex-futebolista argentino.
  - Paolo Cannavaro, ex-futebolista e treinador de futebol italiano.
- 1982
  - Glauber Braga, advogado e político brasileiro.
  - Zuzana Kučová, ex-tenista eslovaca.
- 1983
  - Felipe Melo, ex-futebolista brasileiro.
  - Alhassane Keita, ex-futebolista guineano.
- 1984
  - Luiza Possi, cantora brasileira.
  - Priscah Jeptoo, maratonista queniana.
  - Aubrey Plaza, atriz estadunidense.
- 1985
  - Ugyen Tranley, líder budista tibetano.
  - Cardinal, jogador de futsal português.
- 1986
  - Duvier Riascos, futebolista colombiano.
  - Rasmus Bengtsson, ex-futebolista sueco.
- 1987
  - Carlos Iaconelli, automobilista brasileiro.
  - Wallace de Souza, jogador de vôlei brasileiro.
  - Lucija Zaninović, taekwondista croata.
  - Samir Nasri, ex-futebolista francês.
  - Valerie Pachner, atriz austríaca.
  - Maximilian Levy, ciclista alemão.
- 1988 — Remy LaCroix, ex-atriz estadunidense de filmes eróticos.
- 1989 — Yannick Eijssen, ex-ciclista belga.
- 1990 — Yahya Al-Shehri, futebolista saudita.
- 1991
  - Jesuíta Barbosa, ator brasileiro.
  - Andre Gray, futebolista britânico.
- 1992
  - Dilsinho, cantor e compositor brasileiro.
  - Jennette McCurdy, atriz e cantora estadunidense.
  - Joel Campbell, futebolista costarriquenho.
  - Rudy Gobert, jogador de basquete francês.
- 1993
  - Duam Socci, ator brasileiro.
  - Ariana Grande, cantora, atriz e compositora estadunidense.
  - Haby Niaré, taekwondista francesa.
  - Ayoub El Kaabi, futebolista marroquino.
- 1994
  - Catherine Beauchemin-Pinard, judoca canadense.
  - Jessica Parratto, saltadora norte-americana.
- 1995 — Adriana Ruano, atiradora esportiva guatemalteca.
- 1997 — Jacob Elordi, ator australiano.
- 1998
  - Adrián Goide, jogador de vôlei cubano.
  - Ugo Humbert, tenista francês.
- 1999
  - Harley Quinn Smith, atriz estadunidense.
  - Gabriel Sara, futebolista brasileiro.
  - Fernando Pacheco, futebolista peruano.
- 2000
  - Ann Li, tenista norte-americana.
  - Tuur Dens, ciclista belga.

### Século XXI
- 2001
  - Ivan Litvinovich, ginasta bielorrusso.
  - Igor Thiago, futebolista brasileiro.
- 2002
  - Talles Magno, futebolista brasileiro.
  - Ana Zimerman, atriz brasileira.
- 2005 — Alexia dos Países Baixos.

## Mortes

### Anteriores ao século XIX
- 116 a.C. — Ptolemeu VIII Fiscão, rei do Egito (n. 182 a.C.).
- 0363 — Juliano, imperador romano (n. 331).
- 0405 — Vigílio de Trento, bispo e santo italiano (n. 353).
- 0822 — Saicho, monge budista japonês (n. 767).
- 0985 — Ramiro III de Leão, rei de Leão (n. 961).
- 1274 — Naceradim de Tus, polímata persa (n. 1201).
- 1411 — Isabel de Nuremberga, rainha dos Romanos (n. 1358).
- 1487 — João Argirópulo, filósofo e humanista grego (n. 1414).
- 1541 — Francisco Pizarro, conquistador e explorador espanhol (n. 1476).
- 1752 — Giulio Alberoni, cardeal e estadista italiano (n. 1664).
- 1778 — Teresa de Brunsvique-Volfembutel, princesa-abadessa de Gandersheim (n. 1728).
- 1784
  - Caesar Rodney, político americano (n. 1728).
  - Caroline Stanhope, Condessa de Harrington (n. 1722).
- 1793 — Gilbert White, naturalista e ornitólogo britânico (n. 1720).

### Século XIX
- 1810 — Joseph-Michel Montgolfier, inventor francês (n. 1740).
- 1830 — Jorge IV do Reino Unido (n. 1762).
- 1836 — Claude Joseph Rouget de Lisle, compositor e militar francês (n. 1760).
- 1856 — Max Stirner, filósofo alemão (n. 1806).
- 1878 — Maria das Mercedes de Orleães, rainha da Espanha (n. 1860).
- 1879 — Richard Heron Anderson, militar norte-americano (n. 1821).

### Século XX
- 1918 — Peter Rosegger, poeta austríaco (n. 1843).
- 1922 — Alberto I, Príncipe do Mónaco (n. 1848).
- 1937 — Adolf Erman, egiptólogo e lexicógrafo alemão (n. 1854).
- 1939 — Ford Madox Ford, escritor britânico (n. 1873).
- 1943 — Karl Landsteiner, biólogo e físico austríaco (n. 1868).
- 1947 — Richard Bedford Bennett, político canadense (n. 1870).
- 1956
  - Clifford Brown, trompetista de jazz estadunidense (n. 1930).
  - Karl M. Baer, autor assistente social, reformador, sufragista e sionista alemão-israelense (n. 1885).
- 1957 — Alfred Döblin, escritor alemão (n. 1878.
- 1958 — George Orton, atleta canadense (n. 1873).
- 1975 — Josemaría Escrivá de Balaguer, sacerdote católico espanhol (n. 1902).
- 1982 — Alfredo Marceneiro, fadista português (n. 1891).
- 1987 — Sônia Ribeiro, radialista, apresentadora de televisão e atriz brasileira (n. 1930).
- 1990
  - Albert Byrd, ciclista olímpico norte-americano (n. 1915).
  - Hans Schwerdtfeger, matemático alemão (n. 1902).
- 1992 — Buddy Rogers, lutador estadunidense (n. 1921).
- 1996 — Veronica Guerin, jornalista irlandesa (n. 1958.
- 1997 — Israel Kamakawiwo'ole, cantor havaiano (n. 1959).
- 2000 — Judith Arundell Wright, escritora australiana (n. 1915).

### Século XXI
- 2003 — Marc-Vivien Foé, futebolista camaronês (n. 1975)
- 2004 — Naomi Shemer, cantora e escritora israelense (n. 1930).
- 2007
  - Filipe Ferrer, ator e encenador português (n. 1936).
  - Jupp Derwall, futebolista e treinador alemão (n. 1927).
- 2010
  - Algirdas Brazauskas, político lituano (n. 1932).
  - Alberto Guzik, ator brasileiro (n. 1944).
- 2012 — Nora Ephron, diretora de cinema estadunidense (n. 1941).
- 2015 — Matti Makkonen, engenheiro Finlandês (n. 1952).
- 2019 — Max Wright, ator norte-americano (n. 1943).
- 2021 — Johnny Solinger, músico estadunidense (n. 1965).
- 2024 — Pat Heywood, atriz escocesa (n. 1931).
- 2025 — Lalo Schifrin, compositor e pianista argentino (n. 1932).

## Feriados e eventos cíclicos

### Brasil
- Aniversário da cidade de Umuarama - Paraná.
- Aniversário da cidade de Poções - Bahia.
- Dia Nacional do Diabetes.
- Dia do Metrologista.
- Dia do Professor de Geografia.
- Dia da Aviação de Busca e Salvamento[3].

### Portugal
- Dia Internacional da Multimédia

### Internacional
- Dia Internacional contra o Abuso e Tráfico Ilícito de Drogas
- Dia das Nações Unidas do Apoio às Vítimas de Tortura
- Dia Mundial da Carta das Nações Unidas

### Cristianismo
- Jeremias
- João e Paulo
- Josemaria Escrivá
- Paio de Córdova
- Volodymyr Pryjma

## Outros calendários
- No calendário romano era o 6.º dia (VI) antes das calendas de julho.
- No calendário litúrgico tem a letra dominical B para o dia da semana.
- No calendário gregoriano a epacta do dia é .i..